# エスケンデレヤ
エスケンデレヤ（Eskendereya、2007年2月21日 - 2024年3月1日）は、アメリカ合衆国の競走馬。主な勝ち鞍は2010年のウッドメモリアルステークス、ファウンテンオブユースステークス。

## 経歴

### 競走馬時代
2009年（2歳）、9月にエドガー・プラードが騎乗してデビュー戦に出走したが2着、続くピルグリムステークス（一般戦）をハビエル・カステリャーノとのコンビで制してデビュー2戦目で初勝利を挙げた。次走は重賞及びG1競走初挑戦となるブリーダーズカップ・ジュヴェナイルに引き続きカステリャーノとのコンビ出走したがヴェイルオブヨークに敗れて9着という結果に終わり、その後休養に入って2歳を終えた。
2010年（3歳）、休養明け初戦となった1月の一般競走をジョン・ヴェラスケスとのコンビで制し、さらに2月のファウンテンオブユースステークス (G2) も引き続きヴェラスケスとのコンビで勝利し、重賞競走初勝利を挙げた。そして4月にウッドメモリアルステークスを制してG1競走初勝利を挙げ、次走はケンタッキーダービー出走が予定されていたが直前に左前脚の怪我が発覚したため回避した。その後競走馬を引退することが発表された。

## 種牡馬時代
競走馬引退後はテイラーメイドファームで種牡馬入りする。初年度の種付け料は3万ドル。
2015年9月29日に日本軽種馬協会が購入を発表し、12月18日に繋養先の日本軽種馬協会静内種馬場に到着した。
2022年10月21日、日本軽種馬協会七戸種馬場へ移動した。
2024年3月1日、心不全により17歳で死亡した。

### 主な産駒
- 2013年産
  - Mor Spirit（2015年ロスアラミトスフューチュリティ、2017年メトロポリタンハンデキャップ）
- 2015年産
  - Mitole（2019年ブリーダーズカップ・スプリント、メトロポリタンハンデキャップ、フォアゴーステークス、チャーチルダウンズステークス）
- 2019年産
  - メルト（2023年・2025年名古屋記念、2024年梅見月杯）

## 年度別競走成績
- 2009年（2歳） 3戦1勝
- 2010年（3歳） 3戦3勝
  - 1着 ファウンテンオブユースステークス (G2) 、ウッドメモリアルステークス (G1)

## 血統表
| エスケンデレヤの血統          | エスケンデレヤの血統                                    | エスケンデレヤの血統                                    | （血統表の出典）                                        | （血統表の出典） |
| 父系                          | ストームバード系                                        | ストームバード系                                        | ストームバード系                                        | [ § 2 ]          |
| 父 Giant's Causeway 1997 栗毛 | 父の父Storm Cat 1983 黒鹿毛                             | Storm Bird                                              | Northern Dancer                                         | Northern Dancer  |
| 父 Giant's Causeway 1997 栗毛 | 父の父Storm Cat 1983 黒鹿毛                             | Storm Bird                                              | South Ocean                                             |                  |
| 父 Giant's Causeway 1997 栗毛 | 父の父Storm Cat 1983 黒鹿毛                             | Terlingua                                               | Secretariat                                             | Secretariat      |
| 父 Giant's Causeway 1997 栗毛 | 父の父Storm Cat 1983 黒鹿毛                             | Terlingua                                               | Crimson Saint                                           |                  |
| 父 Giant's Causeway 1997 栗毛 | 父の母Mariah's Storm 1991 鹿毛                          | Rahy                                                    | Blushing Groom                                          | Blushing Groom   |
| 父 Giant's Causeway 1997 栗毛 | 父の母Mariah's Storm 1991 鹿毛                          | Rahy                                                    | Glorious Song                                           |                  |
| 父 Giant's Causeway 1997 栗毛 | 父の母Mariah's Storm 1991 鹿毛                          | *イメンス                                               | Roberto                                                 | Roberto          |
| 父 Giant's Causeway 1997 栗毛 | 父の母Mariah's Storm 1991 鹿毛                          | *イメンス                                               | Imsodear                                                |                  |
| 母 Aldebaran Light 1996 鹿毛  | 母の父Seattle Slew 1974 黒鹿毛                          | Bold Reasoning                                          | Boldnesian                                              | Boldnesian       |
| 母 Aldebaran Light 1996 鹿毛  | 母の父Seattle Slew 1974 黒鹿毛                          | Bold Reasoning                                          | Reason to Earn                                          |                  |
| 母 Aldebaran Light 1996 鹿毛  | 母の父Seattle Slew 1974 黒鹿毛                          | My Charmer                                              | Poker                                                   | Poker            |
| 母 Aldebaran Light 1996 鹿毛  | 母の父Seattle Slew 1974 黒鹿毛                          | My Charmer                                              | Fair Charmer                                            |                  |
| 母 Aldebaran Light 1996 鹿毛  | 母の母Altair 1991 鹿毛                                  | Alydar                                                  | Raise a Native                                          | Raise a Native   |
| 母 Aldebaran Light 1996 鹿毛  | 母の母Altair 1991 鹿毛                                  | Alydar                                                  | Sweet Tooth                                             |                  |
| 母 Aldebaran Light 1996 鹿毛  | 母の母Altair 1991 鹿毛                                  | *ステラーオデッセイ                                     | Northern Dancer                                         | Northern Dancer  |
| 母 Aldebaran Light 1996 鹿毛  | 母の母Altair 1991 鹿毛                                  | *ステラーオデッセイ                                     | Queen Sucree                                            |                  |
| 母系(F-No.)                   | (FN:2-d)                                                | (FN:2-d)                                                | (FN:2-d)                                                | [ § 3 ]          |
| 5代内の近親交配               | Northern Dancer 4×4、Bold Ruler 5×5、Hail to Reason 5×5 | Northern Dancer 4×4、Bold Ruler 5×5、Hail to Reason 5×5 | Northern Dancer 4×4、Bold Ruler 5×5、Hail to Reason 5×5 | [ § 4 ]          |
| 出典                          | 1. 2. 3. 4.                                             | 1. 2. 3. 4.                                             | 1. 2. 3. 4.                                             | 1. 2. 3. 4.      |

血統背景
- 半兄、バルモント（2003年ミドルパークステークス、他重賞競走1勝、種牡馬）
- 半姉パシフィックスカイの孫にソーピードアンナ（ケンタッキーオークス）がいる。
- その他の近親にトーラスジェミニ（七夕賞）、エリモマキシム（新潟ジャンプステークス）がいる[9]。詳細はアルマームード#おもな牝系図を参照。